# Кристи, Уинифред
Уинифред Кристи (англ. Winifred Christie; 26 февраля 1882, Стерлинг — 8 февраля 1965, Лондон) — британская пианистка.
В 1906 г. солировала в первом лондонском концерте дирижёра Х. Харти (Симфонические вариации Сезара Франка и второй концерт Камиля Сен-Санса). Сотрудничала с современными британскими композиторами, была первой исполнительницей Концертного этюда Юджина Гуссенса и пьесы Арнольда Бакса «Гопак». В 1910-20-е гг. широко гастролировала в США и Канаде, исполнила премьеры Концерта-фантазии Эдгара Бэйнтона (Нью-Йорк, 1916) и фортепианной версии пьесы Чарльза Томлинсона Гриффса «Белый павлин» (Нью-Йорк, 1920). Выступала также в составе фортепианного квартета (с Александром Заславским, Мэй Мукле и Ребеккой Кларк).
В 1923 году вышла замуж за композитора и музыкального конструктора Эмануэля Моора и в дальнейшем выступала, прежде всего, как пропагандист изобретённого им фортепиано с двумя клавиатурами. Записала на таком фортепиано Токкату и фугу BWV 565 Иоганна Себастьяна Баха (в переложении Карла Таузига).
В послевоенный период много занималась благотворительностью. Учредила стипендию для пианистов в Королевской академии музыки (с 1960 г.). В 1946 году благодаря пожертвованным Кристи 10.000 фунтам стерлингов была основана Центральная музыкальная библиотека в Вестминстере (в основу фонда легло книжное собрание Эдвина Эванса).